# West Country

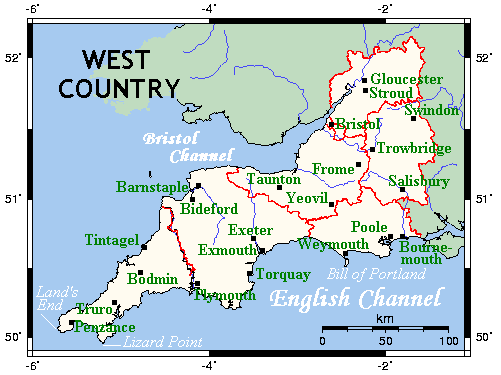
Mapa krainy West Country według najszerszej definicji

West Country (z ang. "zachodni kraj") – kraina geograficzno-historyczna w południowo-zachodniej Anglii. Według najwęższej definicji obejmuje Kornwalię oraz hrabstwo Devon, choć zwykle zalicza się do niej także Somerset, Bristol i Dorset. Rzadziej przyjmuje się, że do krainy należą również hrabstwa Wiltshire oraz Gloucestershire, a jej granice są tożsame z granicami regionu administracyjnego South West England.
Na północy West Country położone jest nad Kanałem Bristolskim, oddzielającym krainę od Walii, a na południu nad kanałem La Manche. Za wschodnią granicę często przyjmowana jest linia pomiędzy zachodnim krańcem wyspy Wight a ujściem rzeki Severn.
West Country ma w znacznej części charakter wiejski, a istotną rolę w gospodarce stanowi rolnictwo i turystyka. Głównymi miastami na terenie West Country, przyjmując najszerszą definicję krainy, są Bath, Bournemouth, Bristol, Cheltenham, Exeter, Gloucester, Plymouth, Poole oraz Swindon.